# Cerro de la Cruz (Hidalgo)
Cerro de la Cruz es una localidad de México localizada en el municipio de Tlahuelilpan en el estado de Hidalgo.

## Geografía
Se encuentra en la región geográfica del Valle del Mezquital. Le corresponden las coordenadas geográficas 20° 08’ 40.430” de latitud norte y 99° 13’ 30.698” de longitud oeste, con una altitud de 2068 m s. n. m. Cuenta con un clima semiseco templado.
En cuanto a fisiografía se encuentra en la provincia del Eje Neovolcanico, dentro de la subprovincia del Llanuras y Sierras de Querétaro e Hidalgo; su terreno es de llanura. En lo que respecta a la hidrografía se encuentra posicionado en la región del Pánuco, dentro de la cuenca del río Moctezuma, y en la subcuenca del río Salado.

## Demografía
En 2020 registró una población de 1732 personas, lo que corresponde al 9.08 % de la población municipal. De los cuales 848 son hombres y 884 son mujeres.
| Gráfica de evolución demográfica de Cerro de la Cruz entre 1995 y 2020                       |
|                                                                                              |
| Población de los censos y conteos del Instituto Nacional de Estadística y Geografía (INEGI). |